# الألعاب الأولمبية الصيفية 1976
أقيمت دورة الألعاب الأولمبية الصيفية لسنة 1976 في مدينة مونتريال الكندية. افتتحت الألعاب الأولمبية في ملعب مونتريال الأولمبي.

## اختيار المدينة المضيفة
تم التصويت لاختيار المضيف في الدّورَة التّاسِعَة والستين للجنة الأولمبية الدوليَّة في أمستردام بهولندا في 12 مايو 1970، وأيدت الكثير من البُلدان مونتريال باعتِبارها مَوقِع محايد نسبيًا لِلأَلعَاب، وفازت مونتريال في الجولة الثانيَّة.
| مدينة      | دولة             | الجولة 1 | الجولة 2 |
| مونتريال   | كندا             | 25       | 41       |
| موسكو      | الاتحاد السوفيتي | 28       | 28       |
| لوس أنجلوس | الولايات المتحدة | 17       | -        |

## الأماكن

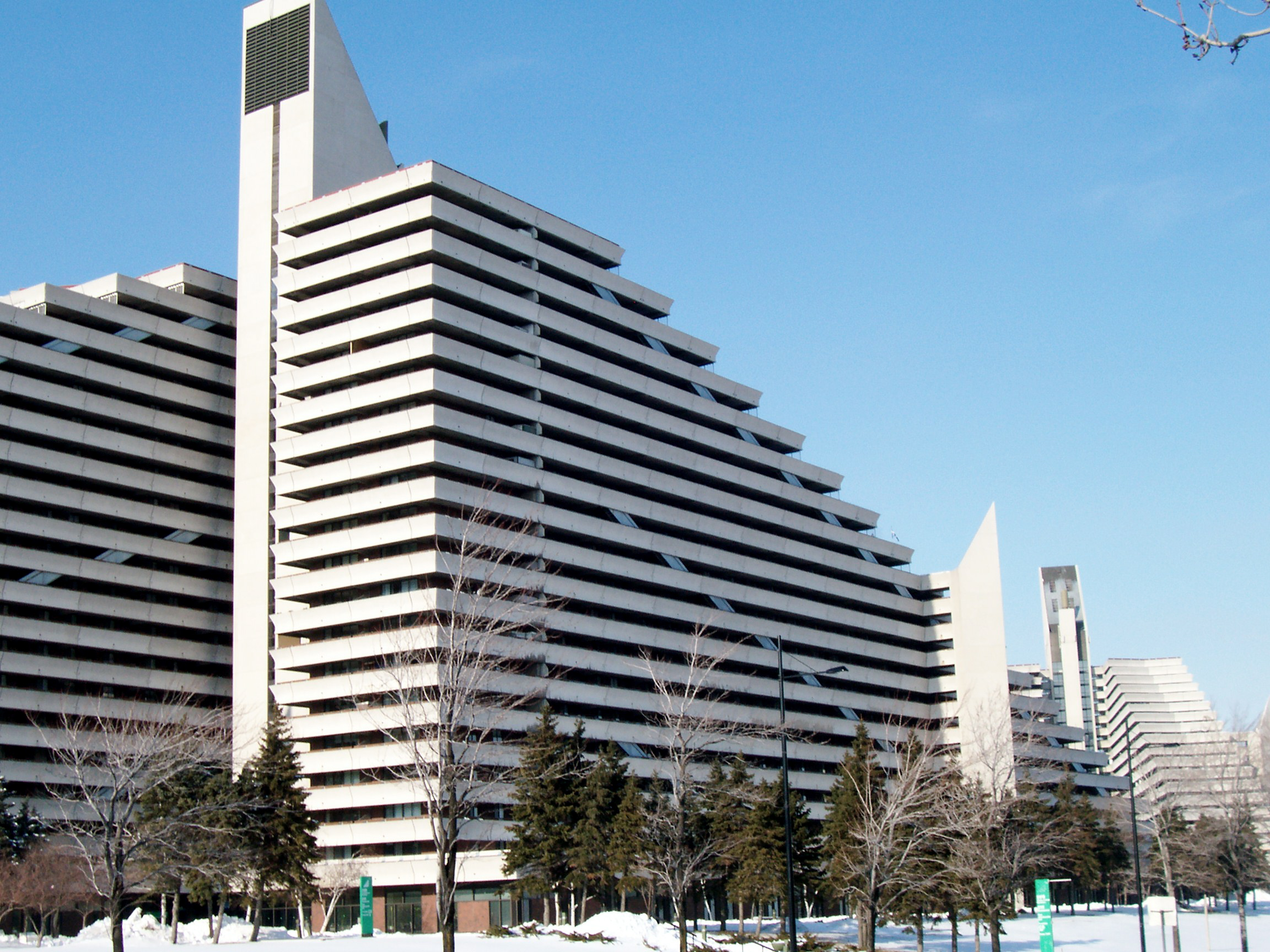
القرية الأولمبية يناير 2008.

### حَدِيقَة مونتريال الأولمبية
- الاستاد الأولمبي - حفلِ الافتتاح/الختام، ألعاب القوى، كُرَة القدم (نهائي)، الفُروسِية (نهائي القفز للفرق)
- المسبح الأولمبي - الغوص، الخماسي الحديث (السباحة)، السبَّاحة، كُرَة الماء (نهائي)
- المضمار الأولمبي - ركوب الدرَّاجات (المسار)، الجودو
- حديقة مونتريال النباتية - ألعاب القوى (20 كم مشي)، خماسي حديث (جري)
- موريس ريتشارد أرينا - الملاكمة والمصارعة (نهائيات حرة)
- مَركَز بيير شاربونو - مصارعة
- القرية الأولمبية - سكن الرياضيين

### أَمَاكِن في مونتريال الكبرى
- الحوض الأولمبي، إيل نوتردام - التجديف والتجديف
- مَركَز كلود روبيلارد - كُرَة اليد وكرة الماء
- مَركَز إتيان ديسمارتو - كُرَة السلة
- مَلعَب سانت ميشيل - رفع الأثقال
- مَركَز بول سوفيه - الكرة الطائرة
- مُنتَدَى مونتريال - كُرَة السلة (النهائيات)، الملاكمة (النهائيات)، الجمباز، كُرَة اليد (النهائيات)، الكرة الطائرة (النهائيات)
- ماونت رويال بارك - ركوب الدرَّاجات (سباق فردي)
- كيبيك اوتوروت 40 - ركوب الدرَّاجات
- شوارع مونتريال - ألعاب القوى (ماراثون)
- استاد الشتاء، جامعة مونتريال - مبارزة، خماسي حديث (مبارزة)
- مَلعَب مولسون، جامعة ماكجيل - هوكي المَيدَان

### أَمَاكِن خارج مونتريال
- ميدان الرماية الأولمبي، لاكادي - الخماسي الحديث (الرماية)، الرماية
- ميدان الرماية الأولمبي جولييت - الرماية
- المَركَز الأولمبي للفروسية، برومونت - الفُروسِية (مَا عدا القفز للفرق)، الخماسي الحديث (ركوب)
- جناح جامعة لافال للتربية البدنيّة وَالرِياضَة، مدينة كيبك - تصفيات كُرَة اليد
- مَلعَب شيربروك، شيربروك، كيبيك - تصفيات كُرَة القدم
- قصر شيربروك الرياضي، شيربروك، كيبيك - تصفيات كُرَة اليد
- ميناء بورتسموث الأولمبي، كينغستون، أونتاريو - الإبحار
- مَلعَب فارسيتي، تورنتو، أونتاريو - تصفيات كُرَة القدم
- حَدِيقَة لانسداون، أوتاوا، أونتاريو - تصفيات كُرَة القدم

## رياضات

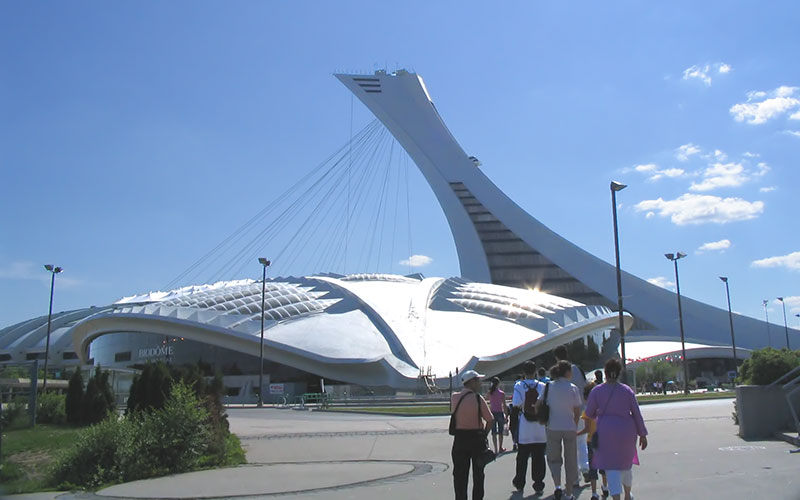
فيلودروم (في المقدمة) والاستاد الأولمبي (اكتمل برجه بعد الألعاب) في مونتريال

قللت «لَجنَة بَرنامَج اللّجنَة الأولمبية الدوليَّة» من عدد المُنافسين وقدمت توصياتها إلى المَجلِس التّنفِيذِي للجنة الأولمبية الدوليَّة في 23 فبراير 1973، ووافق عَلَيهَا، وكانت رياضة التجديف هي الوحيدة الّتِي زاد فِيهَا عدد المتنافسين، وشاركت السيدات في الأَلعَاب لأول مرَّة في تَارِيخ الأَلعَاب الأولمبية، وتضمّن بَرنامَج 1976 الأولمبي الصيفي 196 حدثًا، و198 احتفالًا في الأَلعَاب الرياضية الـ 21 التالية:
- الرياضات المائية
  -  الغطس (4)
  -  السبَّاحة (26)
  -  كُرَة الماء (1)
- النبالة (2)
- ألعاب القوى (37)
- كُرَة السلة (2)
- الملاكمة (11)
- ركوب الكنو (11)
- ركوب الدرَّاجات
  - الطريق (2)
  - المضمار (4)
- الفُروسِية
  - الترويض (2)
  - الحدث (2)
  - القفز (2)
- المُبارزة (8)
- كُرَة القدم (1)
- الجمباز في الألعاب الأولمبية (14)
- كُرَة اليد (2)
- هوكي الحقل (1)
- الجودو في الألعاب الأولمبية (6)
- الخماسي الحديث (2)
- التجديف (14)
- الإبحار (6)
- الرماية (7)
- كُرَة الطائرة (2)
- رفع الأثقال (9)
- المصارعة
  - مصارعة حرة(10)
  - يونانية-رومانية (10)

## اللجان الأولمبية الوطنية المشاركة

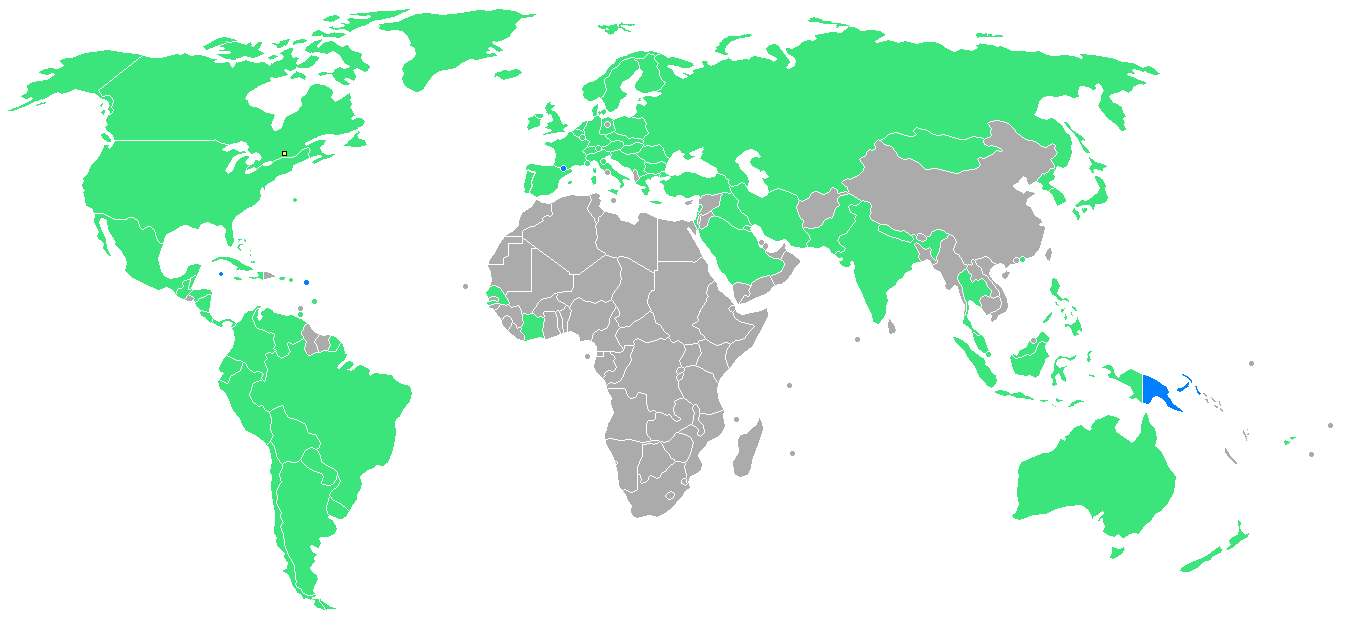
الدول المشاركة

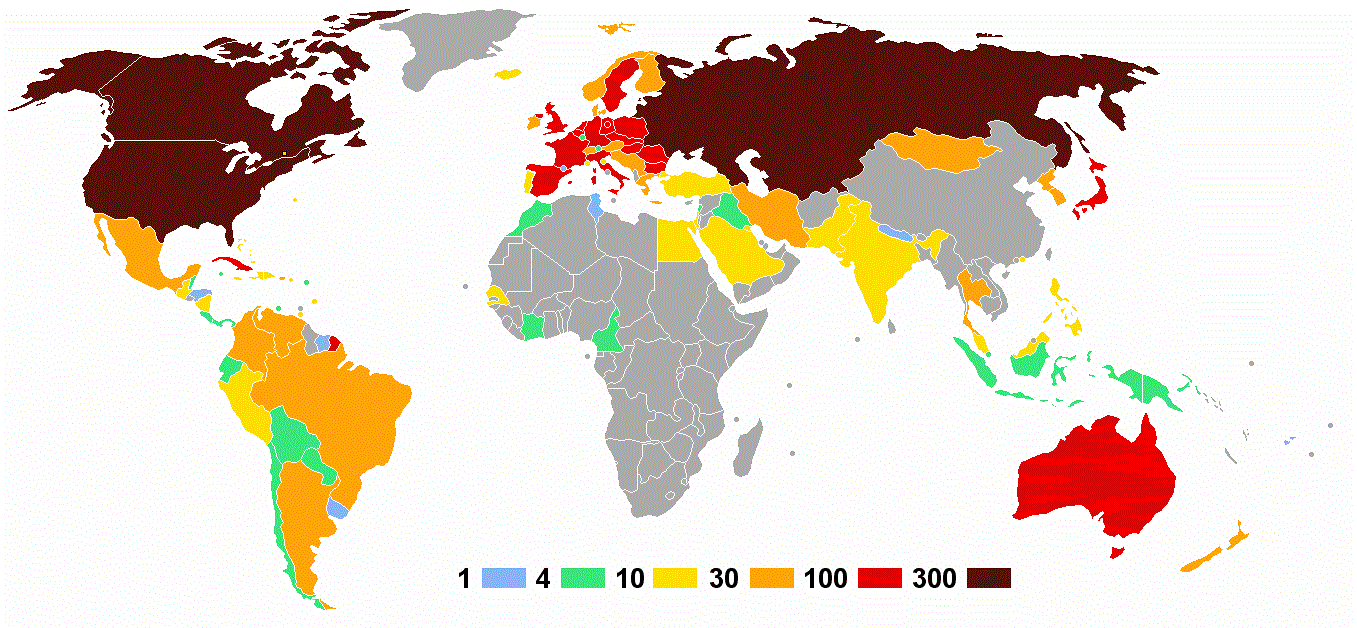
عدد الرياضيين

شَارَكت أربع دُوِل لأول مرَّة في الأَلعَاب الأولمبية الصيفية في مونتريال وهي أندورا، وأنتيغوا وبربودا (بِاِسم أنتيغوا)، وجزر كايمان، وبابوا غينيا الجَدِيدَة.
تشير الأرقام الموجُودة بَين قوسين إلى عدد الرياضيين المُشاركين في الأَلعَاب من كلّ دَولَة.
| البلدان المشاركة في الألعاب الأولمبية الصيفية 1976 |
| --- |
| - أندورا (3) - أنتيغوا وباربودا (9) - الأرجنتين (70) - أستراليا (182) - النمسا (60) - جزر البهاما (10) - باربادوس (10) - بلجيكا (106) - بليز (4) - برمودا (22) - بوليفيا (4) - البرازيل (81) - بلغاريا (160) - الكاميرون (4)ملاحظة[›] - كندا (391) (المضيف) - جزر كايمان (4) - تشيلي (7) - كولومبيا (34) - كوستاريكا (5) - كوبا (150) - تشيكوسلوفاكيا (150) - الدنمارك (69) - جمهورية الدومينيكان (11) - الإكوادور (5) - مصر (29)ملاحظة[›] - فيجي (2) - فنلندا (89) - فرنسا (213) - ألمانيا الشرقية (274) - ألمانيا الغربية (289) - بريطانيا العظمى (249) - اليونان (37) - غواتيمالا (29) - غياناملاحظة2[›] - هايتي (12) - هندوراس (3) - هونغ كونغ (25) - المجر (183) - آيسلندا (14) - الهند (26) - إندونيسيا (7) - إيران (84) - جزيرة أيرلندا (46) - إسرائيل (26) - إيطاليا (221) - ساحل العاج (8) - جامايكا (20) - اليابان (215) - كوريا الشمالية (41) - كوريا الجنوبية (50) - الكويت (14) - لبنان (4) - ليختنشتاين (6) - لوكسمبورغ (8) - ماليزيا (23) - المكسيك (99) - ماليملاحظة2[›] - موناكو (10) - منغوليا (33) - المغرب (9)ملاحظة[›] - نيبال (1) - هولندا (103) - جزر الأنتيل الهولندية (4) - نيوزيلندا (84) - نيكاراغوا (14) - النرويج (68) - باكستان (24) - بنما (8) - بابوا غينيا الجديدة (5) - باراغواي (6) - بيرو (13) - الفلبين (14) - بولندا (224) - البرتغال (19) - بورتوريكو (81) - رومانيا (157) - سان مارينو (10) - السعودية (19) - السنغال (23) - سنغافورة (4) - الاتحاد السوفيتي (412) - إسبانيا (115) - سورينام (3) - السويد (122) - سويسرا (54) - إسواتينيملاحظة2[›] - تايلاند (43) - ترينيداد وتوباغو (12) - تونس (17)ملاحظة[›] - تركيا (27) - الولايات المتحدة (396) - الأوروغواي (9) - فنزويلا (31) - جزر العذراء (18) - يوغوسلافيا (90) ^ ملاحظة: تنافس رياضيون من الكاميرون ومصر والمغرب وتونس في الفترة من 18 إلى 20 يوليو قبل انسحاب هذه الدول من الألعاب. ^ ملاحظة2: شارك رياضيون من غيانا ومالي وسوازيلاند في حفل الافتتاح، لكنهم انضموا لاحقًا إلى المقاطعة التي يقودها الكونغوليون وانسحبوا من جميع المسابقات. |

## تقويم
جميع الأوقات بتوقيت شرق الولايات المتحدة الصيفي (UTC-4)
| ● | حفل الافتتاح |  | مسابقات الحدث | ● | نهائيات الحدث | ● | الحفل الختامي |

| التاريخ                   | يوليو    | يوليو    | يوليو      | يوليو       | يوليو       | يوليو     | يوليو     | يوليو       | يوليو     | يوليو      | يوليو       | يوليو       | يوليو     | يوليو     | يوليو         | أغسطس   |
| التاريخ                   | 17 السبت | 18 الأحد | 19 الأثنين | 20 الثلاثاء | 21 الأربعاء | 22 الخميس | 23 الجمعة | 24 السبت    | 25 الأحد  | 26 الأثنين | 27 الثلاثاء | 28 الأربعاء | 29 الخميس | 30 الجمعة | 31 السبت      | 1 الأحد |
| ------------------------- | -------- | -------- | ---------- | ----------- | ----------- | --------- | --------- | ----------- | --------- | ---------- | ----------- | ----------- | --------- | --------- | ------------- | ------- |
| النبالة                   |          |          |            |             |             |           |           |             |           |            |             |             |           | ● ●       |               |         |
| ألعاب القوى               |          |          |            |             |             |           | ● ●       | ● ● ●       | ● ●       | ● ● ●      |             | ● ● ● ● ●   | ● ● ● ● ● | ● ●       | ● ● ● ●       |         |
| كرة السلة                 |          |          |            |             |             |           |           |             |           | ●          | ●           |             |           |           |               |         |
| الملاكمة                  |          |          |            |             |             |           |           |             |           |            |             |             |           |           | ● ● ● ● ● ● ● |         |
| ركوب الكنو                |          |          |            |             |             |           |           |             |           |            |             |             |           | ● ● ●     | ● ● ● ● ●     |         |
| ركوب الدراجات             |          | ●        |            | ●           |             | ●         |           | ● ●         |           | ●          |             |             |           |           |               |         |
| الغطس                     |          |          |            | ●           |             | ●         |           |             | ●         |            | ●           |             |           |           |               |         |
| الفروسية                  |          |          |            |             |             |           |           |             | ●         |            | ●           |             | ●         | ●         |               | ●       |
| المبارزة                  |          |          |            |             | ●           | ●         | ●         | ●           | ●         |            | ●           | ●           | ●         |           |               |         |
| هوكي الحقل                |          |          |            |             |             |           |           |             |           |            |             |             |           | ●         |               |         |
| كرة القدم                 |          |          |            |             |             |           |           |             |           |            |             |             |           |           | ●             |         |
| الجمباز                   |          |          | ●          | ●           | ● ●         | ● ●       | ● ● ●     |             |           |            |             |             |           |           |               |         |
| كرة اليد                  |          |          |            |             |             |           |           |             |           |            |             | ● ●         |           |           |               |         |
| الجودو                    |          |          |            |             |             |           |           |             |           | ●          | ●           | ●           | ●         | ●         | ●             |         |
| الخماسي الحديث            |          |          |            |             |             | ● ●       |           |             |           |            |             |             |           |           |               |         |
| التجديف                   |          |          |            |             |             |           |           | ● ● ●       | ● ● ● ●   |            |             |             |           |           |               |         |
| الإبحار                   |          |          |            |             |             |           |           |             |           |            | ● ● ● ● ●   | ●           |           |           |               |         |
| الرماية                   |          | ●        | ●          | ●           | ●           |           | ● ●       | ●           |           |            |             |             |           |           |               |         |
| السباحة                   |          | ● ●      | ● ●        | ● ● ●       | ● ●         | ● ●       |           | ● ●         | ● ● ● ● ● |            |             |             |           |           |               |         |
| كرة الطائرة               |          |          |            |             |             |           |           |             |           |            |             |             |           | ● ●       |               |         |
| كرة الماء                 |          |          |            |             |             |           |           |             |           |            | ●           |             |           |           |               |         |
| رفع الأثقال               |          | ●        | ●          | ●           | ●           | ●         |           | ●           | ●         |            | ●           | ●           |           |           |               |         |
| المصارعة                  |          |          |            |             |             |           |           | ● ● ● ● ● ● |           |            |             |             |           |           | ● ● ● ● ● ●   |         |
| إجمالي الميداليات الذهبية |          | 4        | 7          | 8           | 9           | 14        | 11        | 26          | 21        | 10         | 12          | 11          | 8         | 17        | 36            | 1       |
| الاحتفالات                | ●        |          |            |             |             |           |           |             |           |            |             |             |           |           |               | ●       |
| التاريخ                   | 17 السبت | 18 الأحد | 19 الأثنين | 20 الثلاثاء | 21 الأربعاء | 22 الخميس | 23 الجمعة | 24 السبت    | 25 الأحد  | 26 الأثنين | 27 الثلاثاء | 28 الأربعاء | 29 الخميس | 30 الجمعة | 31 السبت      | 1 الأحد |
| التاريخ                   | يوليو    | يوليو    | يوليو      | يوليو       | يوليو       | يوليو     | يوليو     | يوليو       | يوليو     | يوليو      | يوليو       | يوليو       | يوليو     | يوليو     | يوليو         | أغسطس   |

## جدول الميداليات
احتَّلت كندا المَركَز 27 برصيد 11 ميدالية فقط، وَلَم تحصل على أي ميدالية ذهبية، وتظل كندا الدّولَة المضيفة الوحيدة لدورة الأَلعَاب الأولمبية الصيفية الّتِي لَم تفز بميدالية ذهبية واحدة على الأقل في ألعابها الخاصّة، كما أنَّها لَم تفز بأي ميداليات ذهبية في دَورَة الأَلعَاب الأولمبية الشّتوِيّة لعام 1988 في كالجاري، وَفِي 2010 حقَّقت كندا أكبر عدد من الميداليات الذهبية في دَورَة الأَلعَاب الأولمبية الشّتوِيّة لعام 2010 في فانكوفر.
سيطرت الكتلة السوفيتيّة على الأَلعَاب، حيثُ سيطر الاتحاد السوفيتي والدُّوَل الصناعيّة التّابِعَة سبعة من المراكز العشرة الأولى في ترتيب الميداليات.
| الألعاب الأولمبية الصيفية 1976 |                  |       |      |         |         |
| الترتيب                        | البلد            | ذهبية | فضية | برونزية | المجموع |
| 1                              | الاتحاد السوفيتي | 49    | 41   | 35      | 125     |
| 2                              | ألمانيا الشرقية  | 40    | 25   | 24      | 89      |
| 3                              | الولايات المتحدة | 34    | 35   | 25      | 94      |
| 4                              | ألمانيا الغربية  | 10    | 12   | 17      | 39      |
| 5                              | اليابان          | 9     | 6    | 10      | 25      |
| 6                              | بولندا           | 7     | 6    | 13      | 26      |
| 7                              | بلغاريا          | 6     | 9    | 7       | 22      |
| 8                              | كوبا             | 6     | 4    | 3       | 13      |
| 9                              | رومانيا          | 4     | 9    | 14      | 27      |
| 10                             | المجر            | 4     | 5    | 13      | 22      |
| 11                             | فنلندا           | 4     | 2    | 0       | 6       |
| 12                             | السويد           | 4     | 1    | 0       | 5       |
| 13                             | المملكة المتحدة  | 3     | 5    | 5       | 13      |
| 14                             | إيطاليا          | 2     | 7    | 4       | 13      |
| 15                             | فرنسا            | 2     | 3    | 4       | 9       |
| 16                             | يوغوسلافيا       | 2     | 3    | 3       | 8       |
| 17                             | تشيكوسلوفاكيا    | 2     | 2    | 4       | 8       |
| 18                             | نيوزيلندا        | 2     | 1    | 1       | 4       |
| 19                             | كوريا الجنوبية   | 1     | 1    | 4       | 6       |
| 20                             | سويسرا           | 1     | 1    | 2       | 4       |
| 21                             | جامايكا          | 1     | 1    | 0       | 2       |
| 21                             | كوريا الشمالية   | 1     | 1    | 0       | 2       |
| 21                             | النرويج          | 1     | 1    | 0       | 2       |
| 24                             | الدنمارك         | 1     | 0    | 2       | 3       |
| 25                             | المكسيك          | 1     | 0    | 1       | 2       |
| 26                             | ترينيداد وتوباغو | 1     | 0    | 0       | 1       |
| 27                             | كندا             | 0     | 5    | 6       | 11      |
| 28                             | بلجيكا           | 0     | 3    | 3       | 6       |
| 29                             | هولندا           | 0     | 2    | 3       | 5       |
| 30                             | البرتغال         | 0     | 2    | 0       | 2       |
| 30                             | إسبانيا          | 0     | 2    | 0       | 2       |
| 32                             | أستراليا         | 0     | 1    | 4       | 5       |
| 33                             | إيران            | 0     | 1    | 1       | 2       |
| 34                             | منغوليا          | 0     | 1    | 0       | 1       |
| 34                             | فنزويلا          | 0     | 1    | 0       | 1       |
| 36                             | البرازيل         | 0     | 0    | 2       | 2       |
| 37                             | النمسا           | 0     | 0    | 1       | 1       |
| 37                             | برمودا           | 0     | 0    | 1       | 1       |
| 37                             | باكستان          | 0     | 0    | 1       | 1       |
| 37                             | بورتوريكو        | 0     | 0    | 1       | 1       |
| 37                             | تايلاند          | 0     | 0    | 1       | 1       |
|                                | الإجمالي         | 198   | 199  | 216     | 613     |

## اللجان الأولمبية الوطنية غير المشاركة
قاطعت 29 دَولَة دَورَة الأَلعَاب الأولمبية،  بسبب رفضَ اللّجنَة الأولمبية الدوليَّة حظر نيوزيلندا، بَعد أن قام فَرِيق اِتِحَاد الرجبي الوطنيّ النيوزيلنديّ بجولة في جَنُوب إفريقيا في وَقت سابق في عام 1976، 
حيثُ مُنعت جنوب إفريقيا من المُشاركة في الأَلعَاب الأولمبية مُنذ عام 1964 بسبب سِياسات الفصل العنصريّ، وقاد المُقاطعة المسؤول الكونغولي جان كلود جانجا، وكانت بَعض الدُّوَل المُقاطعة مِثل المغرب والكاميرون ومصر قد شَارَكت في الأَلعَاب ولكنَّها انسحبت في أيامها الأولى، واستمرت في المُشاركة من أفريقيا دولتي السنغال ساحل العاج فقط، واختارت بورما والعراق وغيانا أيضًا الانضمام إلى المُقاطعة الّتِي يقودها الكُونغُو، فيمَا لَم تشارك بُلدان أُخرى مِثل السلفادور وزائير لَم تشارك لأسباب اقتصاديّة.

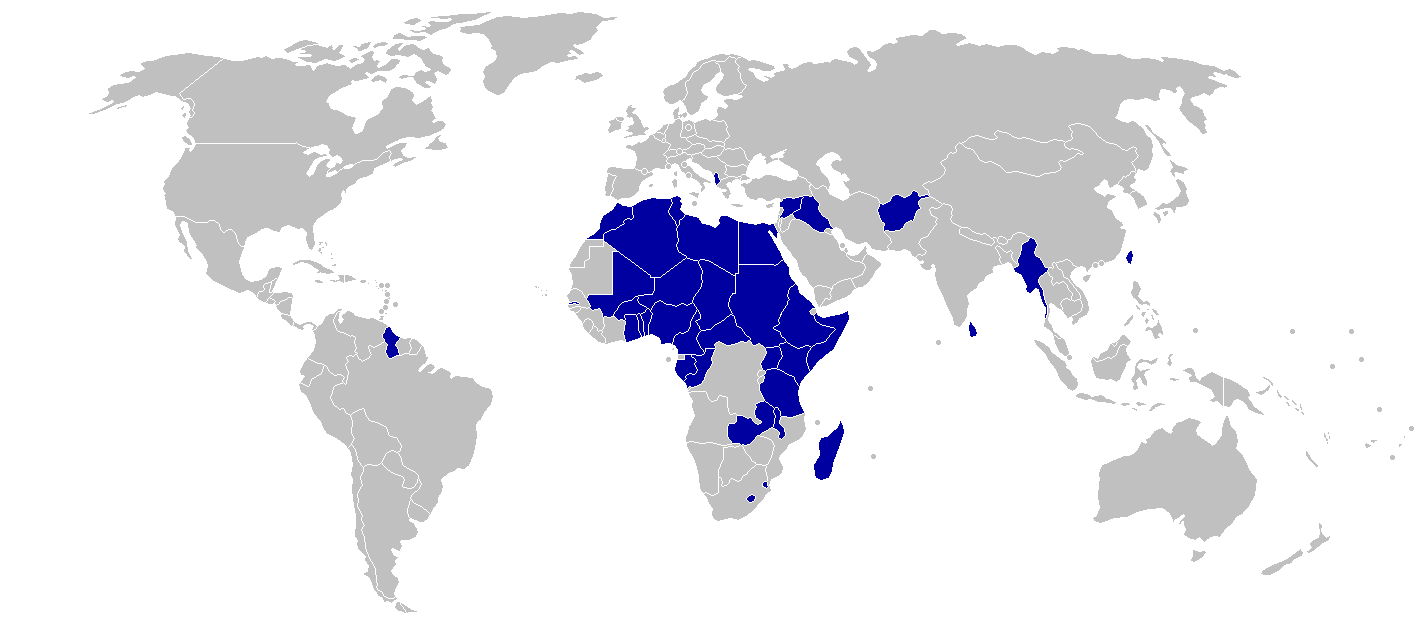
الدول التي قاطعت دورة ألعاب 1976 مظللة باللون الأزرق

### مقاطعة جمهورية الصين
كَانَت مقاطعة الصين هي قَضِيّة بَين جمهورية الصين (ROC) وجُمهُوريَّة الصين الشعبية (PRC)، حيثُ انسحب فَرِيق جمهورية الصين من الأَلعَاب عَندَمَا أخبرته الحُكومة الليبراليَّة الكنديَّة بِقيادة بيير ترودو أن اسم «جمهورية الصين» غير مسموح بِه في الأَلعَاب، لأنَّ كندا اعترفت رسميًا بلجنة الصين الشعبية في عام 1970، وحاولت كندا التوصل إلى حَل وَسَط للسماح لجمهوريَّة الصين بالاستمرار في اِستِخدام علمها الوطنيّ ونشيدها الوطنيّ في أَنشطة مونتريال الأولمبية، لكنّها رفضت، وَفِي نوفمبر 1976 اعترفت اللّجنَة الأولمبية الدوليَّة بلجنة الصين الشعبية باعتِبارها الاسم الوحيد المعترف بِه لِأَيّ ممثل لِلأَنشِطَة الأولمبية لِأَيّ حكومة صينيَّة.
| اللجان الأولمبية الوطنيَّة غير المُشاركة |
| --- |
| - جمهورية أفغانستان - جمهورية ألبانيا الشعبية الاشتراكية - الجزائر - بنين - بورما - الكاميرون - جمهورية أفريقيا الوسطى - تشاد - جمهورية الكونغو الشعبية - مصر - السلفادور - ديرغ - الغابون - غامبيا - غانا - غويانا - العراق - كينيا - ليسوتو - ليبيا - مدغشقر - مالاوي - مالي - المغرب - النيجر - نيجيريا - جمهورية الصين - جمهورية الصومال الديمقراطية - سريلانكا - السُّودان - سوازيلاند - سوريا - تنزانيا - توغو - تونس - أوغندا - فولتا العليا - زائير - زامبيا |

## روابط خارجية
- 1976: الدول الأفريقية تقاطع الاولمبياد
- الموقع الرسمي لكبار أعضاء اللجنة المنظمة لألعاب مونتريال
- "NFB gives viewers a look into the 1976 Summer Olympics in Montreal". Montreal Gazette. 12يوليو  2016. مؤرشف من الأصل في 2023-03-26. اطلع عليه بتاريخ July 13, 2016. {{استشهاد بخبر}}: تحقق من التاريخ في: |تاريخ= (مساعدة)

مقاطع فيديو
- أولمبياد مونتريال 1976 - الشعلة الأولمبية وحفل الافتتاح - القناة الأولمبية
- الفيلم الأولمبي الرسمي لمونتريال 1976 - الجزء الثاني | التاريخ الاولمبي - القناة الاولمبية
- الفيلم الأولمبي الرسمي لمونتريال 1976 - الجزء 3 | التاريخ الاولمبي - القناة الاولمبية
- الفيلم الأولمبي الرسمي لمونتريال 1976 - الجزء 4 | التاريخ الاولمبي - القناة الاولمبية
- الفيلم الأولمبي الرسمي لمونتريال 1976 - الجزء الخامس | التاريخ الاولمبي - القناة الاولمبية